# Alberto Nepomuceno
Alberto Nepomuceno (6 de julio de 1864, Fortaleza - 16 de octubre de 1920, Río de Janeiro) fue un compositor y director de orquesta brasileño.

## Biografía
Alberto Nepomuceno nació el 6 de julio de 1864 en la localidad brasileña de Fortaleza, capital del estado de Ceará, hijo de Vitor Augusto Nepomuceno y María Virginia de Oliveira Paiva. Comenzó sus estudios musicales con su padre, que era violinista, organista, profesor y maestro de capilla en la catedral de Fortaleza. En 1872, se trasladó junto con su familia a Recife, donde comenzó sus estudios de piano y violín. No detuvo su actividad musical y, cuando tenía 18 años, se convirtió en director del Club Carlos Gomes, en el que tenían lugar los conciertos más importantes de la ciudad de Recife.
En 1885, presentó sus composiciones por primera vez en el Instituto Nacional Musical, un conjunto de canciones en portugués. El principal objetivo del concierto era hacer cambiar de idea a los que consideraban que el portugués no era un idioma apropiado para el bel canto. Fue muy criticado por hacerlo y comenzó una verdadera batalla contra varios periódicos y críticos musicales. Esta batalla por la nacionalización de la música clásica fue extendida por sus obras en la Asociación de conciertos populares desde 1896 hasta 1906, donde promovió el reconocimiento de varios compositores brasileños. 
En 1888 viajó a Europa para ampliar sus estudios musicales. En Roma (Italia) estudió con Giovanni Sgambati. Dos años más tarde se trasladó a Berlín (Alemania) a estudiar composición con Heinrich von Herzogenberg y continuó sus estudios de piano con Teodor Leszetycki en el Stern’sches Konservatorium. En las clases de Lechetitzky conoció a una estudiante noruega llamada Walborg Bang con la que se casó en 1893. Ella estaba estudiando y era amigo de Edvard Grieg  y Nepomuceno se trasladó a Bergen (Noruega) después de su boda y vivió en la casa de Grieg. Grieg, desde luego, era un defensor del nacionalismo en la composición. La amistad de Nepomuceno con Grieg contribuyó decisivamente al convencimiento de éste de escribir la música que reflejara la cultura brasileña. Antes de abandonar Europa visitó París (Francia) donde se encontró con destacados compositores como Camille Saint-Saëns y Vincent d'Indy. 
Tras su regreso a Brasil impartió clases en el Instituto Nacional en Río de Janeiro. Gustav Mahler lo contrató posteriormente para dirigir la Ópera Estatal de Viena pero una enfermedad se lo impidió. En 1910 regresó a Europa dará una serie de conciertos en Bruselas, Ginebra y París. Durante este viaje entabló una buena amistad con Claude Debussy. De vuelta en Brasil, luchó por el empleo del portugués en la ópera y la canción y fue la principal personalidad musical allí hasta su muerte el 16 de octubre de 1920. Heitor Villa-Lobos fue uno de sus muchos estudiantes.

## Obras
Entre sus obras más importantes se encuentra su tercer cuarteto de cuerdas, subtitulado por él "Brasileiro", fechado por su propia mano en Berlín en 1890. Probablemente sea el primer ejemplo de la integración de la música tradicional brasileña con el idioma romántico europeo. Permaneció inédito hasta 2005.
Entre sus otras obras destacan las óperas "Abul" (1905), "Artemis" (1898), "Electra" (1894) y el inacabado "O Guaratuja", "Pedazos Orquestales" (1888) y la " Sinfonía en sol menor" (1893).